# Fun with Dick and Jane (1977)
Fun with Dick and Jane (bra: Adivinhe Quem Vem Para Roubar) é um filme norte-americano de humor negro lançado em 1977 e estrelado por George Segal e Jane Fonda. Dirigido por Ted Kotcheff com a história de Gerald Gaiser, o filme é uma crítica cáustica da "anarquia" do estilo de vida nos EUA. Os nomes dos protagonistas vêm da série de livros didáticos infantil Dick and Jane, e o título do filme é o mesmo de um dos livros da série.
Em 2005 foi lançado uma refilmagem, que no inglês leva o mesmo título, com Jim Carrey e Téa Leoni.

## Elenco
- George Segal como Dick Harper
- Jane Fonda como Jane Harper
- Ed McMahon como Charlie Blanchard
- Dick Gautier como Dr. Will
- Allan Miller como gerente da empresa de empréstimos
- Hank Garcia como Raoul Esteban
- John Dehner como pai de Jane
- Mary Jackson como mãe de Jane
- Walter Brooke como Sr. Weeks
- Sean Frye como Billy
- Fred Willard como Bob
- John Brandon como Pete Winston
- Thayer David como Diácono
- Burke Byrnes como Roger
- Dewayne Jesse como Ladrão
- Anne Ramsey como candidata ao emprego
- Jon Christian Erickson como Transexual
- Gloria Stroock como Mildred Blanchard
- Art Evans como Homem no Bar
- Richard Foronjy como Homem da Paisagem
- Harry Holcombe como Farmacêutico
- James Jeter como um Oficial de Imigração
- Thalmus Rasulala como Homem do Vale-Alimentação
- James Reynolds (não creditado) como Johnson, Técnico de Manutenção de Renda
- Jay Leno (não creditado) como Carpenter